# 시보글리니대과

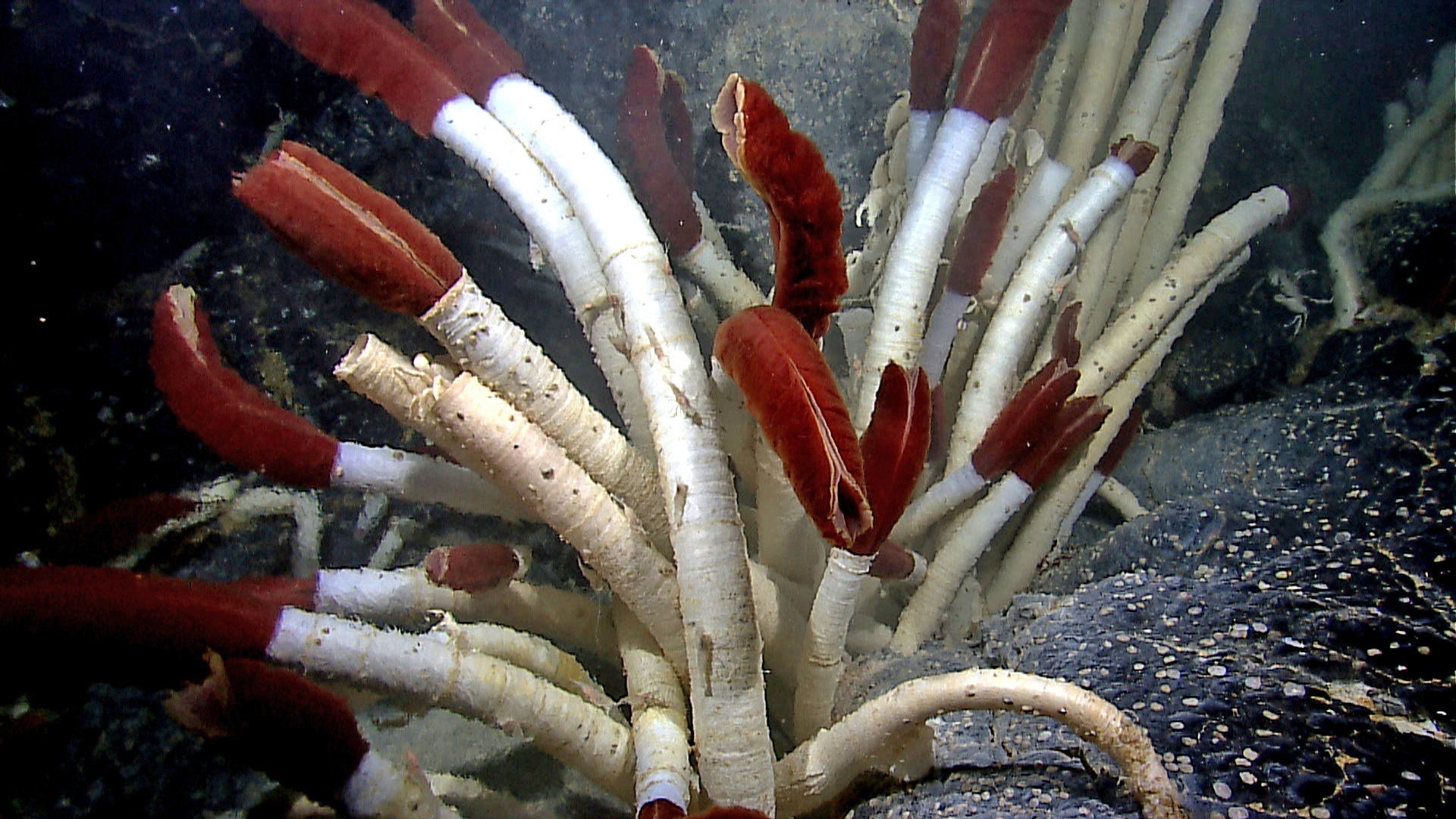

시보글리니대과는 유수동물(Pogonophora)과 베스티멘티페라(Vestimentifera)를 구성하는 다모류 환형동물의 과이다.
유수동물(有鬚動物)은 몸의 몇 배나 되는 키틴질의 튼튼한 긴 관 속에서 살고 있다. 관은 지름 0.3-0.5㎜, 길이 20㎝ 안팎인 것이 많은데, 큰 것은 지름 1.5㎜, 길이 1.5m나 되는 것도 있다. 몸은 짧은 전체·중체와 긴 후체의 세 부분으로 이루어져 있다. 전체에는 두엽과 촉수가 있고, 중체에는 V자형의 수강(手綱)이 있는데, 이 수강은 표피가 융기된 것으로서 작용은 확실히 알려져 있지 않다.  한편, 후체에는 각종 유두 돌기나 매우 작은 수많은 치판들이 늘어선 환대 등이 있으며, 끝쪽은 체절과 비슷한 구조를 하고 있는데 각 마디에는 두 쌍의 짧은 강모가 나 있다.  두엽의 배쪽에는 1-200개 또는 그 이상의 촉수가 있는데, 이들 촉수는 퇴화된 입이나 항문 대신 소화 기관의 역할을 담당하고 있다. 암수딴몸이며, 수컷의 생식 구멍은 후체의 안쪽에, 암컷의 생식 구멍은 수컷보다 약간 뒤쪽에 열려 있다. 촉수의 작은 가지 밑부분에는 샘세포가 일렬로 둘러싸고 있는데, 그 바깥쪽에는 섬모가 줄을 이루고 있다. 이 섬모들이 물의 흐름을 일으켜 먹이를 모으면, 샘세포들은 먹이를 소화하고 흡수하여 그 영양분이 혈액을 통해 몸의 각 부분으로 운반되도록 한다.